# Blackfoot (Idaho)
Blackfoot város az USA Idaho államában, Bingham megyében, melynek megyeszékhelye is. Lakosainak száma 12 346 fő (2020. április 1.).

## Népesség
A település népességének változása:

| 2010 | 11 899 |
| 2020 | 12 346 |